# Ламаржель
Ламарже́ль (фр. Lamargelle) — коммуна во Франции, находится в регионе Бургундия. Департамент коммуны — Кот-д’Ор. Входит в состав кантона Сен-Сен-л’Аббеи. Округ коммуны — Дижон.
Код INSEE коммуны — 21338.

## Население
Население коммуны на 2010 год составляло 158 человек.
| 1962 | 1968 | 1975 | 1982 | 1990 | 1999 | 2010 |
| ---- | ---- | ---- | ---- | ---- | ---- | ---- |
| 218  | 271  | 215  | 175  | 161  | 144  | 158  |

## Экономика
В 2010 году среди 92 человек трудоспособного возраста (15—64 лет) 77 были экономически активными, 15 — неактивными (показатель активности — 83,7 %, в 1999 году было 74,4 %). Из 77 активных жителей работали 70 человек (39 мужчин и 31 жен), безработных было 7 (0 мужчин и 7 женщин). Среди 15 неактивных 6 человек были учениками или студентами, 6 — пенсионерами, 3 были неактивными по другим причинам.